# Bertil Hagard
Bertil Hagard, född den 19 december 1922 i Onsala församling, Hallands län, död den 10 april 2016 i Göteborg, var en svensk jurist. Han var bror till Ebbe Hagard.
Hagard, som var prästson, avlade studentexamen i Göteborg 1941 och juris kandidatexamen vid Stockholms högskola 1947. Han genomförde tingstjänstgöring 1947–1949 och blev fiskal i hovrätten för Övre Norrland 1950, adjungerad ledamot där 1954. Hagard var assessor vid Kristianstads rådhusrätt 1955–1960, rådman i Jönköpings rådhusrätt och tingsrätt 1960–1978, tillförordnad revisionssekreterare 1966–1967, hovrättsråd i Göta hovrätt 1978–1979 och lagman i Uddevalla tingsrätt 1979–1989. Han blev riddare av Nordstjärneorden 1968. Hagard vilar på Östra kyrkogården i Göteborg.